# Jason Acuña
Pour les articles homonymes, voir Acuña.
Jason Acuña, plus connu sous le surnom de Wee Man, est un acteur américain né le 16 mai 1973 à Pise, en Italie. Il a passé son enfance à Huntington Beach en Californie (États-Unis).
Il est surtout connu pour avoir fait partie de l'émission de télévision Jackass sur MTV,. Il est skateur professionnel, sa particularité étant qu'il est atteint de nanisme (achondroplasie).
Acuña est propriétaire d'un restaurant franchisé Chronic Taco à Redondo Beach en Californie.

## Filmographie

### Cinéma
- 2002 : Jackass, le film
- 2003 : Grind
- Jackass: Volume Two (2004)[réf. nécessaire]
- 2005 : Pee Stains and Other Disasters
- 2006 : Jackass: Number Two
- 2007 : American Pie Présente : Campus en folie
- 2010 : Jackass 3
- 2022 : Jackass Forever
- 2025 : Spinal Tap 2: The End Continues de Rob Reiner

### Télévision
- 2000 : Jackass
- 2007 : Armed and Famous
- 2007 : Bam's Unholy Union
- 2007 : MTV's Scarred Live

### DVD
- 2001 : Don't Try This at Home: The Steve-O Video
- 2002 : Don't Try This at Home: The Tour
- 2003 : Steve-O: Out on Bail
- 2011 : Jackass 3.5
- 2012 : Elf-Man (en)

### Vidéoclips
- 1996 : Tres Delinquents de Delinquent Habits[3]
- 2005 : Feels Just Like It Should de Jamiroquai[3]
- 2006 : Joker And The Thief de Wolfmother[3]